# Государственный Банк данных о детях
Государственный Банк данных о детях, оставшихся без попечения родителей (ГБД) — государственная информационная система о детях, оставшихся без попечения родителей и нуждающихся в устройстве в семью. Состоит из специализированных баз данных, сформированных на уровне субъектов Российской Федерации (региональных банков данных) и обобщенной базы данных на федеральном уровне.
Создан в 2001 году на основании Федерального закона от 16.04.2001 № 44-ФЗ «О государственном банке данных о детях, оставшихся без попечения родителей».

## Информационная система ГБД позволяет осуществлять
- процессы сбора, обработки, накопления, хранения, поиска, первичного учета данных о детях, оставшихся без попечения родителей (ОБПР),
- предоставление гражданам, желающим принять детей на воспитание в свои семьи документированной информации (анкет) о детях ОБПР,
- предоставление органам опеки и попечительства документированной информации о гражданах, желающих принять детей на воспитание в свои семьи.

## Цели формирования и использования ГБД о детях
- учет детей, оставшихся без попечения родителей;
- оказание содействия в устройстве детей на воспитание в семьи граждан;
- создание условий для получения полной и достоверной информации о детях, оставшихся без попечения родителей;
- осуществление учета граждан, желающих принять детей на воспитание в свои семьи.

## Структурные подразделения
Федеральный оператор государственного банка данных о детях (далее — федеральный оператор) — федеральный орган исполнительной власти, уполномоченный в сфере опеки и попечительства и исполняющий обязанности по предоставлению информации о детях ОБПР. На данный момент это Министерство просвещения Российской Федерации. У Федерального оператора имеется специальный сайт для содействия семейному устройству детей ОБПР. Сайт состоит из текстовой части с рекомендациями, законодательством, координатами для обращения, статьями и автоматизированной системой поиска анкет детей, которых требуется передать на воспитание в семью;
Региональный оператор государственного банка данных о детях (далее — региональный оператор) — орган исполнительной власти субъекта Российской Федерации, уполномоченный в сфере опеки и попечительства и организующий устройство детей, оставшихся без попечения родителей, на воспитание в семьи.

## Использование ГБД гражданами
Открытая информация о детях, которых требуется передать на воспитание в семью, публикуется на сайтах региональных операторов, Федерального оператора и иных организаций, получивших данную информацию официальным путем.
Граждане, желающие принять детей на воспитание в свои семьи, вправе обратиться за информацией о детях ОБПР к любому региональному оператору или федеральному оператору по своему выбору вне зависимости от места своего жительства.
Для получения документированной информации о ребенке и направления на знакомство с ним необходимо:
1. Представить паспорт или иной документ, удостоверяющий личность;
2. Подать заявление о подборе ребенка;
3. Представить Заключение о возможности быть усыновителем, или опекуном или приемным родителем;
4. Заполнить анкету.

Доступ к конфиденциальной информации о ребенке (анкете ребенка) могут получить только кандидаты в усыновители, опекуны и приемные родители, прошедшие специальную процедуры подготовки, оценки и получившие заключение органа опеки и попечительства о возможности принять ребенка в семью.
Подбор анкет детей по заявлениям кандидатов производится в течение 10 дней с момента письменного обращения.
При ознакомлении с анкетой, которая содержит конфиденциальную информацию о ребенке, кандидаты дают подписку о неразглашении этой информации.
Действует направление на знакомство с ребенком 10 календарных дней. В отдельных случаях возможно продление действия направления на 10 дней.
Порядок формирования и использования ГБД введен Приказом Минобрнауки России от 17.02.2015 N 101 (ред. от 17.03.2016) «Об утверждении Порядка формирования, ведения и использования государственного банка данных о детях, оставшихся без попечения родителей»